# Ilze Indriksone

Ilze Indriksone in der 13. Saeima (2018)

Ilze Indriksone, zeitweise Ilze Liepiņa (* 29. Oktober 1974 in Talsi), ist eine lettische Umweltingenieurin und Politikerin der nationalkonservativen Nacionālā apvienība „Visu Latvijai!“ – „Tēvzemei un Brīvībai/LNNK“ (deutsch: Nationale Vereinigung „Alles für Lettland“ – „Für Vaterland und Freiheit/Lettische Nationale Unabhängigkeitsbewegung“) bzw. deren Vorgänger Tēvzemei un Brīvībai/LNNK (deutsch: Für Vaterland und Freiheit/LNNK). Indriksone ist seit 2019 Mitglied der Saeima, des lettischen Parlaments, und war vom 26. Mai 2022 bis 15. September 2023 Wirtschaftsministerin der Republik Lettland in den Kabinetten Kariņš I und Kariņš II.

## Biografie

### Ausbildung
Nach dem Abschluss der Laidzes-Grundschule ging Ilze Liepiņa an das heutigen Staatliche Gymnasium von Talsi und machte 1992 dort ihren Abschluss. Danach absolvierte sie die Fachschule für Gartenbau in Bulduri sowie die Lettische Universität für Landwirtschaft für die Qualifikation als Umweltingenieurin mit einem  Bachelor-Abschluss in Umweltwissenschaften 1998 sowie die Fakultät für Wirtschaft, Management und Ökonomie der Universität Lettlands, wo sie 2001 ihren Master-Abschluss in Umweltmanagement machte.
Bevor sie in die Saeima gewählt wurde, arbeitete Indriksone unter anderem als selbständige Landschaftsplanerin, als stellvertretende Vorsitzende des Gemeinderats von Talsi und davor von 2010 bis 2016 als Leiterin der Abteilung für Personenverkehr von Talsi Autotransports.

### Politische Laufbahn

Ilze Indriksone in der 13. Saeima (2018)

Ilze Indriksone ging im Jahr 2000 in die Politik und trat der Partei Tēvzemei un Brīvībai/LNNK (deutsch: Für Vaterland und Freiheit/LNNK) bei. Bei den Kommunalwahlen 2013 wurde sie auf der Liste der Nationalen Allianz in den Gemeinderat von Talsi und bei den Wahlen 2017 auch in den Regionalrat von Talsi gewählt. Sie war stellvertretende Vorsitzende des Gemeinderats von Talsi in den Jahren 2017 bis 2018. 2014 kandidierte sie bei den Wahlen zum Europäischen Parlament, wurde jedoch nicht gewählt.
Im Jahr 2018 wurde Ilze Indriksone in die 13. Saeima Lettlands gewählt. Seit 2019 ist sie zudem  Aufsichtsratsmitglied der Nordic Investment Bank. Von August 2021 an war sie parlamentarische Staatssekretärin im lettischen Wirtschaftsministerium. Nach dem Rücktritt von Wirtschaftsminister Jānis Vitenbergs im Mai 2022 wurde sie als Kandidatin der Nationalen Allianz für das Amt der Wirtschaftsministerin nominiert, am 26. Mai bestätigte die Saeima sie als Ministerin. Im Jahr 2022 wurde Indriksone erneut in die Saeima gewählt und übernahm im Kabinett Kariņš II wieder das Amt der Wirtschaftsministerin. Nach dem Zusammenbruch der Koalition kehrte sie als Abgeordnete ins Parlament zurück und wurde im Dezember 2024 Vorsitzende der Nationalen Vereinigung „Alles für Lettland“.

## Belege
1. 1 2 3 4  Ilze Indriksone auf der Seite der lettischen Regierung, abgerufen am 3. Dezember 2022. (englisch)
2. ↑  Informationsseite des Parlamentes zu Ilze Indriksone, abgerufen am 3. Dezember 2022 (englisch)
3. ↑  Nacionālo apvienību turpmāk vadīs Ilze Indriksone. www.lsm.lv, abgerufen am 18. Dezember 2024 (lettisch).